# Leire Merino
Leire Merino Garín (Zizur Mayor, Navarra, 1988) es una bailarina, coreógrafa y cantante española.
Actualmente vive en Londres y está formada como bailarina. Ha bailado con la London Contemporary Dance School, con coreógrafos como Richard Alston o Siobhan Davies, con la Quicksilver Dance Company o la Tavaziva Dance Company.
Debutó como estrella infantil a los doce años de edad en el programa Betizu de ETB1, siendo una de los varios artistas de Betizu (una exBetizu).

## Biografía
Inició su carrera televisiva en 2000-2001 en el programa Betizu del canal ETB 1 donde debutó con tan solo 12 años de edad. Ganó el concurso Betimu (dentro del programa Betizu) y fue seleccionada como integrante del grupo musical Betizu Taldea. Formó parte del grupo Betizu Taldea hasta su disolución en 2005. Con Betizu Taldea sacó tres discos y realizó varias giras y conciertos.
Además de eso, Garín se formó en danza clásica desde que era pequeña. Inició su formación en danza contemporánea con Antonio Calero y Almudena Lobon en la Compañía Nacional de Danza de España y también con Natalia Viñas (Instituto de Teatro de Barcelona). En 2006, se unió a la compañía de danza Aldanza.
En 2009 se trasladó a Londres para formarse profesionalmente en danza clásica y contemporánea. Asistió a la London Contemporary Dance School (LCDS) en Londres, donde completó sus estudios avanzados de danza contemporánea. Se graduó con un BA en danza contemporánea en la London Contemporary Dance School en 2012 y posteriormente realizó un posgrado en danza contemporánea, también en la LCDS.
En Londres ha formado parte de las compañías y coreografías de coreógrafos como Richard Alston o Siobhan Davies. También ha bailado en la Quicksilver Dance Company (Rambert Youth Company). Posteriormente se unió a la compañía de danza Tavaziva Dance (LCDS Postgraduate Apprenticeship Scheme). En el año 2013-2014 se unió a la compañía de danza de Konstantina Skalionta, con la que representó Empty of You en el The Place Theatre (Londres), junto a Dominique Vannod, Kostas Papamatthaiakis e Ivana Radjenovic.
Garín también tiene formación en canto lírico. Es soprano.
Además de eso, también se graduó en filología en la Universidad Nacional de Educación a Distancia (UNED) y se especializa en lenguaje de danza.

## Danza
- 2008, Étude, dir. Almudena Lobón, en el Festival Escena (Navarra)
- 2008, Panta Rei, dir. Antonio Calero, en el Festival Escena (Navarra)
- 2011, Ganimede, en el The Place Theatre (Londres) (con la London Contemporary Dance School)
- 2013, Tavaziva Dance ‘Greed’ (with Tavaziva Dance)
- 2014, Empty of You, dir. Konstantina Skalionta, en el The Place Theatre (Londres)

## Discografía
- 2002/03, BT 1.0 (con Betizu Taldea)
- 2003, Garaje Sound (con Betizu Taldea)
- 2004, Bizi Bizi (con Betizu Taldea)